# アルバート・ミラー・リー
アルバート・ミラー・リー（Albert Miller Lea、1808年7月23日 - 1891年1月16日）は、アメリカ合衆国の技術者、兵士、地形調査者で、アメリカ陸軍竜騎兵隊に所属して後のミネソタ州南部からアイオワ州北部にかけての地域の測量調査を1835年に行なった人物。

## 経歴
リーは、テネシー州のノックスビルに近い小さな集落、リッチランドに生まれた。陸軍士官学校に学び、1831年卒業生33名中5位の成績で卒業した。好成績を残したリーは、工兵司令部に配属され、当時のアイオワ準州のデモイン砦に派遣され、1836年5月に除隊するまでここに勤務した。1837年、まだ若かったにもかかわらず、テネシー州の主任技監 (the Chief Engineer for the state of Tennessee) に就任した。その後、連邦政府のために、アイオワ州とミズーリ州の州境確定作業に従事した。1839年から1840年にかけては、ボルチモア・アンド・オハイオ鉄道の技術助手であった。やがてアイオワ州の民兵准将を経て、連邦戦争省の主任事務官となった。
1844年、ノックスビルにあった東テネシー大学（テネシー大学の前身）から工学分野の修士号を授与され、指導員として教授陣に加わった。1849年から1854年まで、ノックスビル市の技監となり、地元のガラス製造会社の経営にもあたった。1855年には、イースト・テキサスへ移った。
南北戦争中は、アメリカ連合国陸軍（南軍）の工兵士官であり、階級は少佐から、後に中佐へ昇進した。1863年の元日に闘われた第二次ガルベストンの戦いでは、合衆国海軍（北軍）少佐として税関監視艇局所属の「ハリエット・レーン (USRC Harriet Lane)」に乗船していた25歳の息子エドワード・リーが致命傷を負ったが、そのときリー本人は、この艦を奪取した南軍側の士官のひとりとして艦に乗り込み、死ぬ間際の息子を発見することとなった。
戦後、リーはしばらくの間ガルベストンに住んでいた。1874年にテキサス州コーシカーナに移り、農場を購入した。リーは、1891年に心不全で死去し、コーシカーナのオークウッド墓地 (Oakwood Cemetery) に埋葬された。
ミネソタ州のアルバート・リーは、リーを讃えて命名されたものである。